# Paraphlomis oblongifolia
Paraphlomis oblongifolia là một loài thực vật có hoa trong họ Hoa môi. Loài này được (Blume) Prain mô tả khoa học đầu tiên năm 1901.